# Калле, Мария Луиса
Мария Луиса Калле Уильямс (исп. Maria Luisa Calle, род. 3 октября 1968, Медельин) — профессиональная колумбийская трековая и шоссейная велогонщица.

## Карьера
На Панамериканских играх 1999 года она была второй в гонке преследования и третьей в гонке по очкам. В 2001 году она выиграла домашний для себя Панамериканский чемпионат (гонка преследования).
На летних Олимпийских играх 2004 года она завоевала бронзовую медаль в гонке по очкам, став первой колумбийской медалисткой в велоспорте. Она была вынуждена вернуть медаль после положительного результата теста на запрещённый стимулятор гептаминол. Однако в 2005 году по решению Спортивного арбитражного суда в Лозанне медаль была возвращена, так как результат теста был признан ошибочным.
Была знаменосцем Колумбии на Олимпийских играх 2008 года.
16 октября 2011 года в индивидуальной гонке на время на Панамериканских играх 2011 года Калле в возрасте 43 лет выиграла золотую медаль, показав время 28:04,82. В следующем году выиграла Панамериканский чемпионат (гонка преследования).
22 июля 2015 года она получила положительный тест на GHRP2 на Панамериканских играх 2015 года, и впоследствии её дисквалифицировали на четыре года.
Чемпионка и призёр Южноамериканских игр и Игр Центральной Америки и Карибского бассейна по шоссейному велоспорту.